# Hăghiac (gmina Răchitoasa)
Hăghiac – wieś w Rumunii, w okręgu Bacău, w gminie Răchitoasa. W 2011 roku liczyła 30 mieszkańców.